# Grand Prix automobile de Mexico 2022
GP précédent GP suivant
Le Grand Prix automobile de Mexico 2022 (Formula 1 Gran Premio de la Ciudad de México 2022) disputé le 30 octobre 2022 sur l'Autódromo Hermanos Rodríguez, est la 1077e épreuve du championnat du monde de Formule 1 courue depuis 1950. Il s'agit de la 22e édition du Grand Prix mexicain comptant pour le championnat du monde de Formule 1 courue sur le même circuit et de la vingtième manche du championnat 2022.
L'Autódromo Hermanos Rodríguez a accueilli le Grand Prix du Mexique de Formule 1 de 1963 à 1970 puis de 1986 à 1992. Il revient au calendrier en 2015 vingt-trois ans après la dernière édition, sur un circuit réaménagé et mis aux normes sous la houlette de l'architecte Hermann Tilke. Le Grand Prix change de dénomination à partir de 2021 puisqu'il ne s'agit plus du Grand Prix du Mexique mais du Grand Prix de la ville de Mexico.
Alors que Lewis Hamilton termine en tête la Q1 et de la Q2, Max Verstappen, le nouveau double champion du monde, domine largement la troisième phase des qualifications au volant de sa RB18, en réalisant les meilleurs temps lors de ses deux tentatives ; seul pilote en deçà de 1 min 18 s au tour, il réalise sa sixième pole positon de la saison, la dix-neuvième de sa carrière. À trois dixièmes de seconde, George Russell s'installe à ses côtés en première ligne et devance son coéquipier Hamilton, qui part de la deuxième ligne devant Sergio Pérez. Les Ferrari, qui glissent beaucoup sur ce circuit, sont cinquième (Carlos Sainz, en troisième ligne avec Valtteri Bottas) et septième (la plus mauvaise qualification de Charles Leclerc cette saison, aux côtés de Lando Norris sur la quatrième ligne). Les pilotes Alpine, Fernando Alonso devant Esteban Ocon, forment la cinquième ligne.
Largement au-dessus du lot, de surcroît sur un plan stratégique, Max Verstappen, avec quatorze victoires dans une saison, bat le record de Michael Schumacher en 2004 et de Sebastian Vettel en 2013. Il inscrit également 416 points, le plus haut total depuis que le barème à 25 points la victoire a été mis en place (2010). Au volant de la meilleure monoplace du plateau, il bénéfice des bonnes options stratégiques de son écurie (départ en pneus tendres, changement pour des medium après vingt-cinq tours pour aller au bout de la course) alors que les pilotes Mercedes, ses principaux rivaux à Mexico, se fourvoient en commençant en medium et en poursuivant en pneus durs ; ils ne sont jamais en mesure de lui contester la victoire. Une explication musclée entre coéquipiers au premier virage profite à Sergio Pérez qui termine troisième devant son public derrière Hamilton, lequel porte son record à 190 podiums. Comme à Austin, une semaine plus tôt, Russell, assuré de sa quatrième place, rentre dans l'avant dernier tour pour chausser des gommes tendres et obtenir le point bonus du record en franchissant la ligne d'arrivée. 
Alors que Verstappen réussit son départ, les pilotes Mercedes se gênent dans l'enchaînement des trois premiers virages au bout de la longue ligne droite des stands si bien qu'Hamilton prend le meilleur sur Russell et que Pérez s'intercale entre les Flèches d'Argent ; le classement des quatre premiers ainsi établi ne bougera plus, hormis lors des arrêts au stand. Il en est de même pour les places de cinquième et sixième qui échouent aux deux pilotes Ferrari, hors du coup à l'altitude de la capitale mexicaine ; Sainz passe la ligne d'arrivée devant Leclerc, concédant une minute au vainqueur. À un tour, au septième rang, se trouve le « pilote du jour », Daniel Ricciardo ; parti onzième, il chausse les pneus tendres au quarante-quatrième tour et multiplie les dépassements, boutant au passage Yuki Tsunoda hors de la piste, ce qui lui vaut dix secondes de pénalité, mais cela ne l'empêche pas de conserver sa position face à Ocon, contraint au lift and coast. Norris apporte deux points supplémentaires à McLaren et Bottas se classe dixième. Fernando Alonso, longtemps septième, est trahi par son moteur à dix boucles du but.
Au classement du championnat du monde, derrière Verstappen (416 points), Pérez (280 points) reprend la place de dauphin à Leclerc (275 points). Russell (231 points) reste quatrième et Hamilton (216 points) dépasse Sainz (212 points). Norris, septième (111 points) précède les pilotes Alpine, Ocon (82 points) et Alonso (71 points) ; Bottas est dixième avec 46 points. Chez les constructeurs, Red Bull Racing, champion 2022 sur une série de neuf victoires consécutives, compte 696 points alors que la deuxième place reste en jeu entre Ferrari (487 points) et Mercedes (447 points). Alpine, quatrième avec 153 points n'a que sept unités d'avance sur McLaren (146 points). La sixième place de Alfa Romeo (53 points) est convoitée par Aston Martin (49 points), Haas (36 points) et AlphaTauri (35 points). Williams (8 points) est dixième et dernier.

## Pneus disponibles
| Pneus pour piste sèche | Pneus pour piste sèche | Pneus pour piste sèche | Pneus pluie    | Pneus pluie |
| ---------------------- | ---------------------- | ---------------------- | -------------- | ----------- |
| Durs (Type C2)         | Medium (Type C3)       | Tendres (Type C4)      | Intermédiaires | Pluie       |

## Essais libres

### Première séance, le vendredi de 13 h  à 14 h
| Pos. | Pilote           | Voiture        | Chrono         | Écart     |
| ---- | ---------------- | -------------- | -------------- | --------- |
| 1    | Carlos Sainz Jr. | Ferrari        | 1 min 20 s 707 |           |
| 2    | Charles Leclerc  | Ferrari        | 1 min 20 s 753 | + 0 s 046 |
| 3    | Sergio Pérez     | Red Bull       | 1 min 20 s 827 | + 0 s 120 |
| 4    | Max Verstappen   | Red Bull       | 1 min 20 s 827 | + 0 s 120 |
| 5    | Lewis Hamilton   | Mercedes       | 1 min 20 s 849 | + 0 s 142 |
| 6    | Fernando Alonso  | Alpine-Renault | 1 min 20 s 899 | + 0 s 192 |

- Liam Lawson, pilote novice et membre du Red Bull Junior Team, prend le volant de l'AlphaTauri AT03 de Yuki Tsunoda ; il réalise le seizième temps[5] ;
- Logan Sargeant (troisième du championnat de Formule 2 en 2022), pilote novice testé par Williams, remplace Alexander Albon au volant de la Williams FW44 ; il réalise le dix-septième temps[6] ;
- Nyck de Vries, pilote de réserve et de développement pour Williams et Mercedes, dispute ces essais à bord de la W13 de George Russell ; il réalise le dix-huitième temps[7] ;
- Jack Doohan, pilote novice et membre de l'Alpine Academy prend la place d'Esteban Ocon au volant de l'Alpine A522 ; il réalise le dix-neuvième temps[8] ;
- Pietro Fittipaldi, pilote de réserve chez Haas F1 Team, roule avec la VF-22 de Kevin Magnussen ; il réalise le vingtième temps[9].

### Deuxième séance, le vendredi de 16 h à 17 h
| Pos. | Pilote         | Voiture             | Chrono         | Écart     |
| ---- | -------------- | ------------------- | -------------- | --------- |
| 1    | George Russell | Mercedes            | 1 min 19 s 970 |           |
| 2    | Yuki Tsunoda   | AlphaTauri-Red Bull | 1 min 20 s 798 | + 0 s 828 |
| 3    | Esteban Ocon   | Alpine-Renault      | 1 min 21 s 177 | + 1 s 207 |
| 4    | Lewis Hamilton | Mercedes            | 1 min 21 s 509 | + 1 s 539 |
| 5    | Sergio Pérez   | Red Bull            | 1 min 21 s 579 | + 1 s 609 |
| 6    | Max Verstappen | Red Bull            | 1 min 21 s 588 | + 1 s 618 |

- La séance d'essais est portée à 90 minutes pour pouvoir tester les prototypes de pneus Pirelli en vue de la saison 2023 ; seuls les pilotes qui n'avaient pas tourné lors de la première séance (afin de laisser leur place aux pilotes novices) ont eu l'autorisation d'effectuer les essais avec des pneumatiques 2022.

### Troisième séance, le samedi de 12 h à 13 h
| Pos. | Pilote           | Voiture  | Chrono         | Écart     |
| ---- | ---------------- | -------- | -------------- | --------- |
| 1    | George Russell   | Mercedes | 1 min 18 s 399 |           |
| 2    | Lewis Hamilton   | Mercedes | 1 min 18 s 543 | + 0 s 144 |
| 3    | Max Verstappen   | Red Bull | 1 min 18 s 876 | + 0 s 477 |
| 4    | Charles Leclerc  | Ferrari  | 1 min 19 s 123 | + 0 s 724 |
| 5    | Sergio Pérez     | Red Bull | 1 min 19 s 241 | + 0 s 842 |
| 6    | Carlos Sainz Jr. | Ferrari  | 1 min 19 s 301 | + 0 s 902 |

## Séance de qualifications

### Résultats des qualifications
| Pos.                                                                                      | Pilote           | Écurie                | Qualifications 1 | Qualifications 2 | Qualifications 3 |
| ----------------------------------------------------------------------------------------- | ---------------- | --------------------- | ---------------- | ---------------- | ---------------- |
| 1                                                                                         | Max Verstappen   | Red Bull              | 1 min 19 s 222   | 1 min 18 s 566   | 1 min 17 s 775   |
| 2                                                                                         | George Russell   | Mercedes              | 1 min 19 s 583   | 1 min 18 s 565   | 1 min 18 s 079   |
| 3                                                                                         | Lewis Hamilton   | Mercedes              | 1 min 19 s 169   | 1 min 18 s 552   | 1 min 18 s 084   |
| 4                                                                                         | Sergio Pérez     | Red Bull              | 1 min 19 s 706   | 1 min 18 s 615   | 1 min 18 s 128   |
| 5                                                                                         | Carlos Sainz Jr. | Ferrari               | 1 min 19 s 566   | 1 min 18 s 560   | 1 min 18 s 351   |
| 6                                                                                         | Valtteri Bottas  | Alfa Romeo-Ferrari    | 1 min 19 s 523   | 1 min 18 s 762   | 1 min 18 s 401   |
| 7                                                                                         | Charles Leclerc  | Ferrari               | 1 min 19 s 505   | 1 min 19 s 109   | 1 min 18 s 555   |
| 8                                                                                         | Lando Norris     | McLaren-Mercedes      | 1 min 19 s 857   | 1 min 19 s 119   | 1 min 18 s 721   |
| 9                                                                                         | Fernando Alonso  | Alpine-Renault        | 1 min 20 s 006   | 1 min 19 s 272   | 1 min 18 s 939   |
| 10                                                                                        | Esteban Ocon     | Alpine-Renault        | 1 min 19 s 945   | 1 min 19 s 081   | 1 min 19 s 010   |
| 11                                                                                        | Daniel Ricciardo | McLaren-Mercedes      | 1 min 20 s 279   | 1 min 19 s 325   |                  |
| 12                                                                                        | Zhou Guanyu      | Alfa Romeo-Ferrari    | 1 min 20 s 283   | 1 min 19 s 476   |                  |
| 13                                                                                        | Yuki Tsunoda     | AlphaTauri-Red Bull   | 1 min 19 s 907   | 1 min 19 s 589   |                  |
| 14                                                                                        | Pierre Gasly     | AlphaTauri-Red Bull   | 1 min 20 s 256   | 1 min 19 s 672   |                  |
| 15                                                                                        | Kevin Magnussen  | Haas-Ferrari          | 1 min 20 s 293   | 1 min 19 s 833   |                  |
| 16                                                                                        | Mick Schumacher  | Haas-Ferrari          | 1 min 20 s 419   |                  |                  |
| 17                                                                                        | Sebastian Vettel | Aston Martin-Mercedes | 1 min 20 s 419   |                  |                  |
| 18                                                                                        | Lance Stroll     | Aston Martin-Mercedes | 1 min 20 s 520   |                  |                  |
| 19                                                                                        | Alexander Albon  | Williams-Mercedes     | 1 min 20 s 859   |                  |                  |
| 20                                                                                        | Nicholas Latifi  | Williams-Mercedes     | 1 min 21 s 167   |                  |                  |
| Temps minimal à réaliser pour la qualification : 1 min 24 s 710 (107 % de 1 min 19 s 169) |                  |                       |                  |                  |                  |

### Grille de départ
- Kevin Magnussen, auteur du quinzième temps, est pénalisé d'un recul de cinq places sur la grille pour l'utilisation d'un sixième moteur ; il s'élance de la dix-neuvième position[13] ;
- Lance Stroll, jugé responsable d'une collision avec Fernando Alonso lors du Grand Prix des États-Unis, est pénalisé d'un recul de trois places sur la grille de départ ; auteur du dix-huitième temps des qualifications, il s'élance vingtième et dernier[14].

## Course

### Classement de la course
| Pos. | no | Pilote           | Écurie                | Tours | Temps/Abandon                                     | Grille | Points |
| ---- | -- | ---------------- | --------------------- | ----- | ------------------------------------------------- | ------ | ------ |
| 1    | 1  | Max Verstappen   | Red Bull              | 71    | 1 h 38 min 36 s 729 (185,791 km/h)                | 1      | 25     |
| 2    | 44 | Lewis Hamilton   | Mercedes              | 71    | + 15 s 186                                        | 3      | 18     |
| 3    | 11 | Sergio Pérez     | Red Bull              | 71    | + 18 s 097                                        | 4      | 15     |
| 4    | 63 | George Russell   | Mercedes              | 71    | + 49 s 431                                        | 2      | 12 + 1 |
| 5    | 55 | Carlos Sainz Jr. | Ferrari               | 71    | + 58 s 123                                        | 5      | 10     |
| 6    | 16 | Charles Leclerc  | Ferrari               | 71    | + 1 min 08 s 774                                  | 7      | 8      |
| 7    | 3  | Daniel Ricciardo | McLaren-Mercedes      | 70    | + 1 tour (dont 10 s de pénalité)                  | 11     | 6      |
| 8    | 31 | Esteban Ocon     | Alpine-Renault        | 70    | + 1 tour                                          | 10     | 4      |
| 9    | 4  | Lando Norris     | McLaren-Mercedes      | 70    | + 1 tour                                          | 8      | 2      |
| 10   | 77 | Valtteri Bottas  | Alfa Romeo-Ferrari    | 70    | + 1 tour                                          | 6      | 1      |
| 11   | 10 | Pierre Gasly     | AlphaTauri-Red Bull   | 70    | + 1 tour (dont 10 s de pénalité purgés en course) | 14     |        |
| 12   | 23 | Alexander Albon  | Williams-Mercedes     | 70    | + 1 tour                                          | 17     |        |
| 13   | 24 | Zhou Guanyu      | Alfa Romeo-Ferrari    | 70    | + 1 tour                                          | 12     |        |
| 14   | 5  | Sebastian Vettel | Aston Martin-Mercedes | 70    | + 1 tour                                          | 16     |        |
| 15   | 18 | Lance Stroll     | Aston Martin-Mercedes | 70    | + 1 tour                                          | 20     |        |
| 16   | 47 | Mick Schumacher  | Haas-Ferrari          | 70    | + 1 tour                                          | 15     |        |
| 17   | 20 | Kevin Magnussen  | Haas-Ferrari          | 70    | + 1 tour                                          | 19     |        |
| 18   | 6  | Nicholas Latifi  | Williams-Mercedes     | 69    | + 2 tours                                         | 18     |        |
| 19   | 14 | Fernando Alonso  | Alpine-Renault        | 63    | Moteur                                            | 9      |        |
| Abd. | 22 | Yuki Tsunoda     | AlphaTauri-Red Bull   | 50    | Accrochage                                        | 13     |        |

### Pole position et record du tour
- Pole position :  Max Verstappen (Red Bull) en 1 min 17 s 775 (199,221 km/h)[16].
- Meilleur tour en course :  George Russell (Mercedes) en 1 min 20 s 153 (193,310 km/h) au soixante-et-onzième tour ; quatrième de l'épreuve, il remporte le point bonus associé au meilleur tour en course[17].

### Tours en tête
- Max Verstappen (Red Bull) : 61 tours (1-24 / 35-71)[18]
- Lewis Hamilton (Mercedes) : 5 tours (25-29)
- George Russell (Mercedes) : 5 tours (30-34)

## Classements généraux à l'issue de la course
| Pos.     | Pilote           | Écurie                | Points |
| -------- | ---------------- | --------------------- | ------ |
| Champion | Max Verstappen   | Red Bull              | 416    |
| 2        | Sergio Pérez     | Red Bull              | 280    |
| 3        | Charles Leclerc  | Ferrari               | 275    |
| 4        | George Russell   | Mercedes              | 231    |
| 5        | Lewis Hamilton   | Mercedes              | 216    |
| 6        | Carlos Sainz Jr. | Ferrari               | 212    |
| 7        | Lando Norris     | McLaren-Mercedes      | 111    |
| 8        | Esteban Ocon     | Alpine-Renault        | 82     |
| 9        | Fernando Alonso  | Alpine-Renault        | 71     |
| 10       | Valtteri Bottas  | Alfa Romeo-Ferrari    | 47     |
| 11       | Sebastian Vettel | Aston Martin-Mercedes | 36     |
| 12       | Daniel Ricciardo | McLaren-Mercedes      | 35     |
| 13       | Kevin Magnussen  | Haas-Ferrari          | 24     |
| 14       | Pierre Gasly     | AlphaTauri-Red Bull   | 23     |
| 15       | Lance Stroll     | Aston Martin-Mercedes | 13     |
| 16       | Mick Schumacher  | Haas-Ferrari          | 12     |
| 17       | Yuki Tsunoda     | AlphaTauri-Red Bull   | 12     |
| 18       | Zhou Guanyu      | Alfa Romeo-Ferrari    | 6      |
| 19       | Alexander Albon  | Williams-Mercedes     | 4      |
| 20       | Nyck de Vries    | Williams-Mercedes     | 2      |
| 21       | Nicholas Latifi  | Williams-Mercedes     | 2      |

| Pos.     | Écurie                | Points |
| -------- | --------------------- | ------ |
| Champion | Red Bull              | 696    |
| 2        | Ferrari               | 487    |
| 3        | Mercedes              | 447    |
| 4        | Alpine-Renault        | 153    |
| 5        | McLaren-Mercedes      | 146    |
| 6        | Alfa Romeo-Ferrari    | 53     |
| 7        | Aston Martin-Mercedes | 49     |
| 8        | Haas-Ferrari          | 36     |
| 9        | AlphaTauri-Red Bull   | 35     |
| 10       | Williams-Mercedes     | 8      |

## Statistiques
Le Grand Prix de Mexico 2022 représente :
- la 19e pole position de Max Verstappen, sa sixième de la saison[21] ;
- la 34e victoire de Max Verstappen, sa quatorzième de la saison[22] ;
- la 91e victoire de Red Bull[23] ;
- la 16e victoire de Red Bull en tant que motoriste[24] ;
- le 100e départ en Grand prix de Charles Leclerc[25].

Au cours de ce Grand Prix :
- en remportant 14 victoires en une saison, Max Verstappen bat le record codétenu par Michael Schumacher et Sebastian Vettel[26] ;
- avec 416 points, Max Verstappen bat le record de points inscrits en une saison (413 points inscrits par Lewis Hamilton en 2019)[27] ;
- Daniel Ricciardo est élu « Pilote du jour » à l'issue d'un vote organisé sur le site officiel de la Formule 1[28] ;
- pour la onzième fois d'affilée, le Grand Prix du Mexique connaît un poleman différent[27] ;
- le podium du Grand Prix est le même que celui de l'édition précédente[27] ;
- Vitantonio Liuzzi (80 départs en Grands Prix entre 2005 et 2011, 26 points inscrits) est nommé conseiller par la FIA pour aider dans leurs jugements le groupe des commissaires de course[29].